# Tatatí / Lo que más quiero
«Tatatí / Lo que más quiero» es un sencillo de la banda chilena Inti-Illimani, lanzado en 1972 bajo el sello discográfico DICAP, y perteneciente a su álbum Autores chilenos, lanzado el año anterior por el mismo sello.

## Lista de canciones
| Lado A |          |                 |          |  |
| N.º    | Título   | Música          | Duración |  |
| 1.     | «Tatatí» | Horacio Salinas | 3:19     |  |

| Lado B |                     |                             |          |  |
| N.º    | Título              | Música                      | Duración |  |
| 2.     | «Lo que más quiero» | Violeta Parra, Isabel Parra | 3:22     |  |
| 6:41   |                     |                             |          |  |